# Journée nationale des enfants disparus
La Journée nationale des enfants disparus (National Missing Children's Day) est commémorée chaque année aux États-Unis le 25 mai, depuis son institution en 1983 par le président Ronald Reagan. Elle tombe à la même date que la Journée internationale des enfants disparus, instituée à partir de 2001.
Le 25 mai 1979, Etan Patz, âgé de six ans, est porté disparu à New York, entre son domicile et le bus qui le conduit à l'école. La date de sa disparition devient la Journée nationale des enfants disparus. À cette période, les affaires de disparitions d'enfant parviennent rarement à gagner l'attention des médias nationaux, mais le cas d'Etan Patz bénéficie rapidement d'une importante couverture. Son père, photographe professionnel, distribue de nombreuses photographies de son fils en noir et blanc, dans l'espoir de le retrouver. La campagne médiatique et les recherches de l'enfant ont participé à la sensibilisation du public sur le problème des enlèvements d'enfants et sur les carences pour y remédier.